# Springfield (Massachusetts)
Springfield ist eine Stadt in Massachusetts. Sie liegt im Hampden County und ist dessen traditioneller Verwaltungssitz.
Sie ist die älteste und nach Springfield (Missouri) die zweitgrößte der Städte namens Springfield in den USA. Sie liegt am Connecticut River.

## Einwohnerentwicklung
| Jahr | Einwohner¹ |
| ---- | ---------- |
| 1980 | 152.319    |
| 1990 | 156.983    |
| 2000 | 152.001    |
| 2010 | 153.195    |
| 2020 | 155.929    |

¹ 1980–2020: Volkszählungsergebnisse

## Geschichte
William Pynchon aus Springfield in England gründete die Stadt am 14. Mai 1636.
1777 wurde das „Springfield Armory“, die erste amerikanische Waffen- und Munitionsfabrik, in Springfield von General George Washington (später US-Präsident) und Colonel Henry Knox gegründet.
1852 wurde Smith & Wesson, der heute größte Hersteller von Handfeuerwaffen in den Vereinigten Staaten, in Springfield gegründet und hat seinen Hauptsitz immer noch dort.
1852 verlieh Massachusetts die Stadtrechte an Springfield.
Im späten 19. Jahrhundert erhielt Springfield den Spitznamen City of Homes, weil es dort viele viktorianische Villen und Einfamilienhäuser gab.
Um die Pause zwischen der American-Football- und Baseballsaison zu füllen, erfand 1891 James Naismith, ein Sportlehrer an der Springfield YMCA, die Sportart Basketball. Als Denkmal dafür wurde die Naismith Memorial Basketball Hall of Fame am Ufer des Connecticut gebaut.
Maschinen, Waffen wie Springfield Rifles, Papier- und Plastikprodukte, Bekleidung, Lebensmittel, Spielzeug wie Milton Bradley, und Druckerzeugnisse werden hier hergestellt. Das erste US-amerikanische Automobil Duryea wurde von Charles E. Duryea und James Frank Duryea in Springfield hergestellt. Im Jahr 1901 wurde von George Hendee und Oscar Hedstrom mit der Indian Motocycle Company der erste US-amerikanische Hersteller von Serienmotorrädern in Springfield gegründet.
Sehenswert sind der Forest Park von Frederick Law Olmsted, das Springfield Armory U.S.A. Waffenarsenal National Park, das Museum der Schönen Künste, das Museum der Wissenschaft, die Skulptur The Puritan von Augustus Saint-Gaudens, die Statue von Dr. Seuss und das Wissenschaftliche Museum von Springfield. Ebenfalls beachtenswert sind die Springfield Municipal Group, die Grace Baptist Church und das Hampden County Court Building. Zu den Bildungseinrichtungen der Stadt gehören das Springfield College (1885), das American International College (1885), die Tufts University Medical School (1893), die Western New England University (1919) und das Springfield Technical Community College (1968).

## Wirtschaft
Die zehn wichtigsten Arbeitgeber waren 2018:
| Arbeitgeber                                 | Arbeitnehmer |
| ------------------------------------------- | ------------ |
| Baystate Health                             | 8.859        |
| Massachusetts Mutual Life Insurance Company | 3.709        |
| Sisters of Providence                       | 2.775        |
| American Outdoor Brands                     | 1.960        |
| Big Y                                       | 1.004        |
| Western New England University              | 881          |
| Springfield Technical Community College     | 792          |
| Springfield College                         | 617          |
| Center for Human Development                | 569          |
| Eastman Chemical                            | 380          |

Des Weiteren betreibt der chinesische Bahntechnikkonzern CRRC seit 2018 ein Werk in der Stadt, das unter anderem U-Bahnen für die Massachusetts Bay Transportation Authority fertigt.

## In der Stadt geborene Personen

### Bis 1900
- Thomas Dwight (1758–1819), Politiker
- Benjamin Wade (1800–1878), Politiker
- Joseph Whiting Stock (1815–1855), Maler
- Alfred Ely Beach (1826–1896), Erfinder und Verleger
- Joel Asaph Allen (1838–1921), Zoologe
- Arthur MacArthur (1845–1912), Militärgouverneur der Philippinen
- Thornton Chase (1847–1912), Autor
- Thomas Daniel Beaven (1851–1920), katholischer Geistlicher, Bischof von Springfield
- Edward John King (1867–1929), Politiker
- William Joseph Hafey (1888–1954), katholischer Bischof
- William J. Granfield (1889–1959), Politiker
- Sherburne F. Cook (1896–1974), Physiologe und Anthropologe
- Robert B. Corey (1897–1971), Biochemiker
- Rachel Fuller Brown (1898–1980), Chemikerin
- Joseph Frederick Wagner (1900–1974), Komponist und Dirigent

### 1901 bis 1925
- Elmer Raguse (1901–1972), Tontechniker
- Weston W. Adams (1904–1973), Präsident und Vorstandsvorsitzender der Boston Bruins
- Theodor Seuss Geisel (1904–1991), Pseudonym „Dr. Seuss“, Kinderbuch-Autor und Cartoonzeichner
- Billy Curtis (1909–1988), Filmschauspieler und Stuntman
- Max Ehrlich (1909–1983), Journalist, Schriftsteller und Drehbuchautor
- George Tomasini (1909–1964), Filmeditor
- Fred F. Finklehoffe (1910–1977), Schriftsteller, Drehbuchautor und Theaterproduzent
- Edward Shils (1910–1995), Soziologe
- Edward Boland (1911–2001), Politiker
- Eleanor Powell (1912–1982), Tänzerin, Sängerin und Schauspielerin
- Creighton W. Abrams (1914–1974), General der US Army
- Fritz Pollard, Jr. (1915–2003), Leichtathlet
- Donald Davidson (1917–2003), Philosoph
- Larry O’Brien (1917–1990), Politiker und Basketballfunktionär
- June Foray (1917–2017), Synchronsprecherin
- Timothy Leary (1920–1996), Psychologe und Autor von Psychedelic-Literatur
- Edward C. Taylor Jr. (1923–2017), Chemiker
- Ernest Becker (1924–1974), Sozialanthropologe und Schriftsteller
- Porky Cohen (1924–2004), Jazz- und Rhythm-and-Blues-Musiker
- Joseph F. Holt (1924–1997), Politiker
- Martin Malia (1924–2004), Historiker
- John E. Taylor (1924–2019), Generalmajor der United States Air Force
- Adele Addison (* 1925), Sopranistin

### 1926 bis 1950
- Herbert Blomstedt (* 1927), schwedischer Dirigent
- Eddie Fontaine (1927–1992), Rockabilly-Musiker und Schauspieler
- Joe Morello (1928–2011), Jazzmusiker
- Norbert Dorsey (1929–2013), Bischof von Orlando
- Lowell North (1929–2019), Geschäftsmann und Olympiasieger im Segeln
- James A. Redden (1929–2020), Jurist und Politiker
- Richard F. Heck (1931–2015), Chemiker
- Phil Woods (1931–2015), Musiker des Modern Jazz
- Joe Arpaio (* 1932), Sheriff
- Robert B. Parker (1932–2010), Schriftsteller
- Norman F. Ness (1933–2023), Geophysiker und Astrophysiker
- Michael Putnam (* 1933), Altphilologe und Hochschullehrer
- Ran Blake (* 1935), Jazzpianist
- David Klahr (* 1939), Entwicklungs-, Lernpsychologe und emeritierter Professor
- Nick Buoniconti (1940–2019), Footballspieler und Pro-Football-Hall-of-Fame-Mitglied
- Alan Kay (* 1940), Informatiker
- Thomas A. McCarthy (* 1940), Professor
- Michael Z. Lewin (* 1942), Schriftsteller
- Steve Susskind (1942–2005), Schauspieler
- Allan Bérubé (1946–2007), Historiker und Autor
- Bill Danoff (* 1946), Songschreiber und Sänger
- Peter Moulton (* 1946), Elektrotechniker und Physiker
- Peter Welch (* 1947), Politiker
- David T. Zabecki (* 1947), Offizier, Ingenieur, Militärhistoriker und -schriftsteller
- John Ashton (1948–2024), Schauspieler
- Richard Bessel (* 1948), Historiker
- Steve Arnold (* 1949), Politiker
- Richard Neal (* 1949), Politiker

### Ab 1951
- Kurt Russell (* 1951), Schauspieler
- Craig Campbell (* 1952), Politiker
- Bruce Forman (* 1956), Jazzgitarrist
- Mike Scully (* 1956), Drehbuchautor und Produzent
- Chris Mayotte (* 1957), Tennisspieler
- Barbara Comstock (* 1959), Politikerin
- Ruth E. Carter (* 1960), Kostümbildnerin
- Tim Mayotte (* 1961), Tennisspieler
- Joe Philbin (* 1961), American-Football-Trainer
- Craig Alanson (* 1962), Autor
- Tim Daggett (* 1962), Turner
- Edward Tsang Lu (* 1963), Physiker und Astronaut
- Bob Kudelski (* 1964), Eishockeyspieler
- Linda Perry (* 1965), Musikproduzentin und Musikerin
- David Shea (* 1965), Turntablist und Komponist
- Vinny Del Negro (* 1966), Basketballspieler
- Maura West (* 1972), Schauspielerin
- Aaron Turner (* 1977), Sänger, Gitarrist, Labelbetreiber und Grafikdesigner
- Sarah Elizabeth Charles (* 1989), Jazzsängerin
- Joe Ragland (* 1989), Basketballspieler
- Christian Wilkins (* 1996), American-Football-Spieler
- Chosen Jacobs (* 2001), Schauspieler